# Chiesa di San Paolo detta Chiesa Rossa
La chiesa di San Paolo, anche detta Chiesa Rossa dal colore della facciata, è un edificio religioso situato ad Arbedo, in Canton Ticino, nei pressi del confine con il comune di Bellinzona.

## Storia
Detta chiesa rossa per via del colore della facciata, la costruzione viene citata per la prima volta in documenti storici risalenti al 1255, anche se l'origine è alto-medievale: scavi archeologici hanno riportato alla luce le vecchie fondamenta del VII - VIII secolo. Ai secoli XII-XIII risale l'erezione dell'attuale campanile, in stile romanico. Nel XV secolo venne in gran parte ricostruita ed ingrandita.  

## Descrizione

### Esterno
Sulla facciata di colore rosso, alla destra della porta d'ingresso è presente l'affresco iconografico di San Paolo attribuito all'artista Antonio da Tradate  Antonio da Tradate La pittura tardo-gotica tra Ticino e Lombardia,  p. 58. La lunetta sopra al portale riporta invece una Passione di Cristo affrescata (XV secolo). Su una delle pareti laterali è rappresentata la Battaglia di Arbedo, dove il conte di Carmagnola sconfisse i confederati nel 1422.

### Interno
La chiesa si presenta con una pianta ad unica navata con soffitto a cassettoni, decorato nel 1540.  
L'interno è in parte decorato con affreschi risalenti ai secoli XV-XVI, tra i quali un'Ultima Cena, attribuiti ad artisti della bottega di Cristoforo da Seregno e Nicolao da Seregno, ad Antonio da Tradate e ad altri autori ignoti.